# Hayabusa (rymdsond)
För andra betydelser, se Hayabusa.
Hayabusa eller MUSES-C var en japansk rymdsond som hade i uppdrag att hämta ett jordprov från asteroiden 25143 Itokawa. Rymdsonden sköts upp med en M-V-raket den 9 maj 2003. 
I mitten av september 2005 nådde rymdsonden asteroiden 25143 Itokawa och parkerades först på ett avstånd av 20 km och senare 7 km från asteroiden. 
Den 20 november gjordes en landning och ett försök att samla in ett markprov, provtagningen misslyckades. Samtidigt släpptes minilandaren MINERVA, men på grund av missöden i tidsplaneringen landade den aldrig på asteroiden. Den 25 november gjordes en andra landning och ett andra försök att samla in ett markprov.
Efter detta lämnade Hayabusa asteroiden och en kapsel med markprov landade nära Woomera, South Australia den 13 juni 2010.
Den 16 november 2010 bekräftade Japan Aerospace Exploration Agency att markprovet som samlades in under Hayabusas resa verkligen var från asteroiden.
Hayabusa är det japanska namnet för pilgrimsfalk.

### Fotnoter
1. ↑  ”NASA Space Science Data Coordinated Archive” (på engelska). NASA. https://nssdc.gsfc.nasa.gov/nmc/spacecraft/display.action?id=2003-019A. Läst 29 mars 2020.
2. ↑  Atkinson, Nancy (16 november 2010). ”Confirmed: Hayabusa Nabbed Asteroid Particles”. Universe Today. Arkiverad från originalet den 6 december 2010. https://web.archive.org/web/20101206090603/http://www.universetoday.com/78895/confirmed-hayabusa-nabbed-asteroid-particles/. Läst 16 november 2010.